# Pick Up – Das Mädchen und der Cowboy
Pick Up – Das Mädchen und der Cowboy (alternativ auch Das Mädchen und der Cowboy; Originaltitel: Ruby Jean and Joe) ist ein US-amerikanisches Filmdrama aus dem Jahr 1996. Regie führte Geoffrey Sax, das Drehbuch schrieb James Lee Barrett. In der Hauptrolle ist Tom Selleck besetzt, an seiner Seite spielen Rebekah Johnson und JoBeth Williams.

## Handlung
Joe Wade, inzwischen ein Mann mittleren Alters, tritt seit Jahren auf Rodeos auf. Seine früheren Erfolge sind so gut wie vorbei. Sein Karriereende als Rodeostar versucht er in Bourbon Whiskey zu ertränken. Wade reist durch die USA und lernt auf seinem Weg zum Great Western Rodeo in Tucson in Arizona eines Tages die afroamerikanische 17-jährige Ruby Jean kennen, die er als Anhalterin mitnimmt. Anfangs geht ihm die vorwitzige und besserwisserische junge Frau ganz schön auf die Nerven. Doch scheint es so, als werde er sie nicht so schnell wieder los, denn Ruby Jean hat sich entschlossen, bei ihm zu bleiben und gemeinsam mit ihm durch Arizona und Nevada zu reisen. Joe stellt fest, dass Ruby nicht nur intelligent ist, sie besitzt auch ein gutes Herz, ebenso wie Joe, der dies jedoch hinter einer rauen Schale verbirgt. Nach außen hin wirkt der überdurchschnittlich gebildete und sensible Mann verbittert und manchmal auch halsstarrig. Joe ist jedoch außergewöhnlich, ein Cowboy, der in seinem Pick-Up lieber Bach und Rachmaninow als Countrymusik hört. Eines hat er allerdings mit Ruby Jean gemeinsam – eine ungewisse Zukunft. Nach und nach entsteht zwischen den beiden so ungleichen Menschen eine tiefe Freundschaft, die geprägt ist von gegenseitigem Respekt und Fürsorge. Joe ist angetan von Ruby Jeans Elan, den sie an den Tag legt und ihrer humorvollen Art, das Leben zu betrachten. Tatsächlich öffnet sie Joe die Augen, dass er gerade dabei ist, sich aufzugeben. Dabei kommt auch zur Sprache, dass Joe die strenge Zurückweisung seines Vaters in der Kindheit nie verarbeitet hat.
Während ihres gemeinsamen Trips zum nächsten Rodeo besucht Joe Rose, eine alte Flamme von ihm, die von Ruby Jean als Rivalin um seine Gunst betrachtet wird. Für Joe eine fatale Situation, er fühlt sich zwischen den Frauen hin- und hergerissen. Rose möchte ihn als Teilhaber für ihre Ranch gewinnen, reagiert aber ebenfalls eifersüchtig auf Ruby Jean und lässt sich dazu hinreißen, sich auf einen Liebhaber einzulassen. Als Joe dies gewahr wird, ist er sehr enttäuscht und fährt mit Ruby Jean in Richtung Tucson weiter. Er träumt davon, bei diesem Rodeo ein letztes Mal einen großen Auftritt zu haben. Am Vorabend des Turniers findet Ruby Jean ihn jedoch angeschlagen und betrunken in einer Kneipe. Es gelingt ihr, ihm Mut für das am nächsten Tag stattfindende Rodeo zuzusprechen, zudem hilft es Joe, dass sie ihn ihrer tiefen Zuneigung versichert.
Joe wiederum rät Ruby Jean, das Studium an der Stanford University, zu dem sie zugelassen ist, aufzunehmen. Beiden ist bewusst, dass sich ihre Wege nach dem Rodeo trennen werden, aber sie wissen auch, dass sie durch eine tiefe Seelenverwandtschaft immer miteinanander verbunden bleiben werden. Und tatsächlich gelingt es Joe, noch einmal einen Sieg zu erringen. Dieser Abschluss seiner Karriere ermöglicht es ihm, sich mit dem Ende seiner Karriere zu versöhnen, und auch seinem inzwischen alt gewordenen Pferd die Ruhe zuzugestehen, die es verdient hat. Ruby Jean hingegen hat inzwischen ihr Studium in Los Angeles aufgenommen.

## Produktion

### Produktionsnotizen
Der Film wurde in Bisbee (Arizona), in Douglas (Arizona) und in Page (Arizona) gedreht. Produziert wurde er von Viacom Pictures und von TWS Productions.

### Veröffentlichung
Der Film hatte in den Vereinigten Staaten am 11. August 1996 Premiere. In Schweden wurde er am 30. Juli 1997 auf Video veröffentlicht und in Norwegen unter dem Titel Arizona Road am 17. September 1997. Am 14. August 2006 wurde er unter dem Titel Ruby Jean och Joe im schwedischen Kino gezeigt. Veröffentlicht wurde der Film zudem in Bulgarien, dort unter dem Titel Руби Джийн и Джо, in Ungarn (Ruby Jean és Joe) sowie in Spanien unter dem Titel Ruby Jean y Joe. In Deutschland wurde er unter dem Titel Pick Up – Das Mädchen und der Cowboy veröffentlicht, der Videotitel lautet alternativ Den Typ oder keinen. Pick Up oder auch beispielsweise in der Schweiz Pick Up. Auf dem Highway zum Glück. Warner Home Video gab den Film am 19. November 2004 mit einer deutschen Tonspur auf DVD heraus.

## Rezeption

### Kritik
Cinema schrieb, die Tragikomödie sei eine „Raubein-Mär mit zu viel Melancholie“. Nur Tom Selleck glänzte in seiner Rolle „als alternder Revolverheld“.
Family TV schrieb zum Start des Films in Deutschland: „Sympathisches mit witzigen Dialogen gespicktes Roadmovie mit Magnum-Star Tom Selleck […], das von der lebendigen Beziehung seiner beiden gegensätzlichen Hauptdarsteller lebt. Durchweg unterhaltsamer Mix aus Rodeokomödie und Buddy-Movie.“
Der Filmdienst zeigte sich angetan von dem Roadmovie und lobte: „Mit seinen munteren Dialogen, der rücksichtsvollen Regie und der bescheiden bleibenden Dramaturgie unterscheidet sich dieser Beziehungsroman positiv von vergleichbaren Programmen des US-Marktes. Den sehr männlichen Rodeoreiter spielt Tom Selleck, der Detektiv Magnum aus der gleichnamigen Erfolgsserie. Sympathisch auch Rebekah Johnson in ihrer ersten Rolle; ihr möchte man wiederbegegnen. Im ganzen: überwiegend gefällige Filmunterhaltung nach bewährten amerikanischen Mustern. – Ab 12.“
Film.at sprach von einem „schlagfertigen und warmherzigen Roadmovie“.

### Auszeichnung
Rebekah Johnson wurde im Jahr 1997 für ihre Rolle in diesem Film für den Young Artist Award in der Kategorie „Beste junge Schauspielerin“ nominiert.